# Cis-Wirkung
Cis-Wirkung (von lat. cis ‚diesseits‘) bezeichnet eine Wirkung auf die Genexpression durch Cis-wirkende Elemente, deren Wirkung abhängig von ihrem Genort ist, also durch regulatorische Elemente auf demselben DNA-Molekül in der unmittelbaren Nachbarschaft, wie beispielsweise bakterielle Operatoren. Im Gegensatz zur Cis-Wirkung erfolgt eine Trans-Wirkung durch die Genprodukte von regulatorischen Genen (diese sind RNA oder Proteine) unabhängig vom Genort. Die Cis-Wirkung kann unterteilt werden in Wirkungen von Aktivatoren (Cis-Aktivierung) und von Repressoren (Cis-Repression) der Genexpression.